# Ary-Mas
Ary-Mas (en russe : Ары-Мас) est le nom d'une forêt située dans le nord du Kraï de Krasnoïarsk, dans la partie sud de la péninsule de Taïmyr en Russie ; c'est l'une des forêts les plus septentrionales au monde. À l'est de la forêt de Ary-Mas se trouve la forêt de Loukinski qui s'étend à 6 km encore plus au nord. Son nom Ary-Mas provient de la langue dolgane et signifie « île boisée ». 

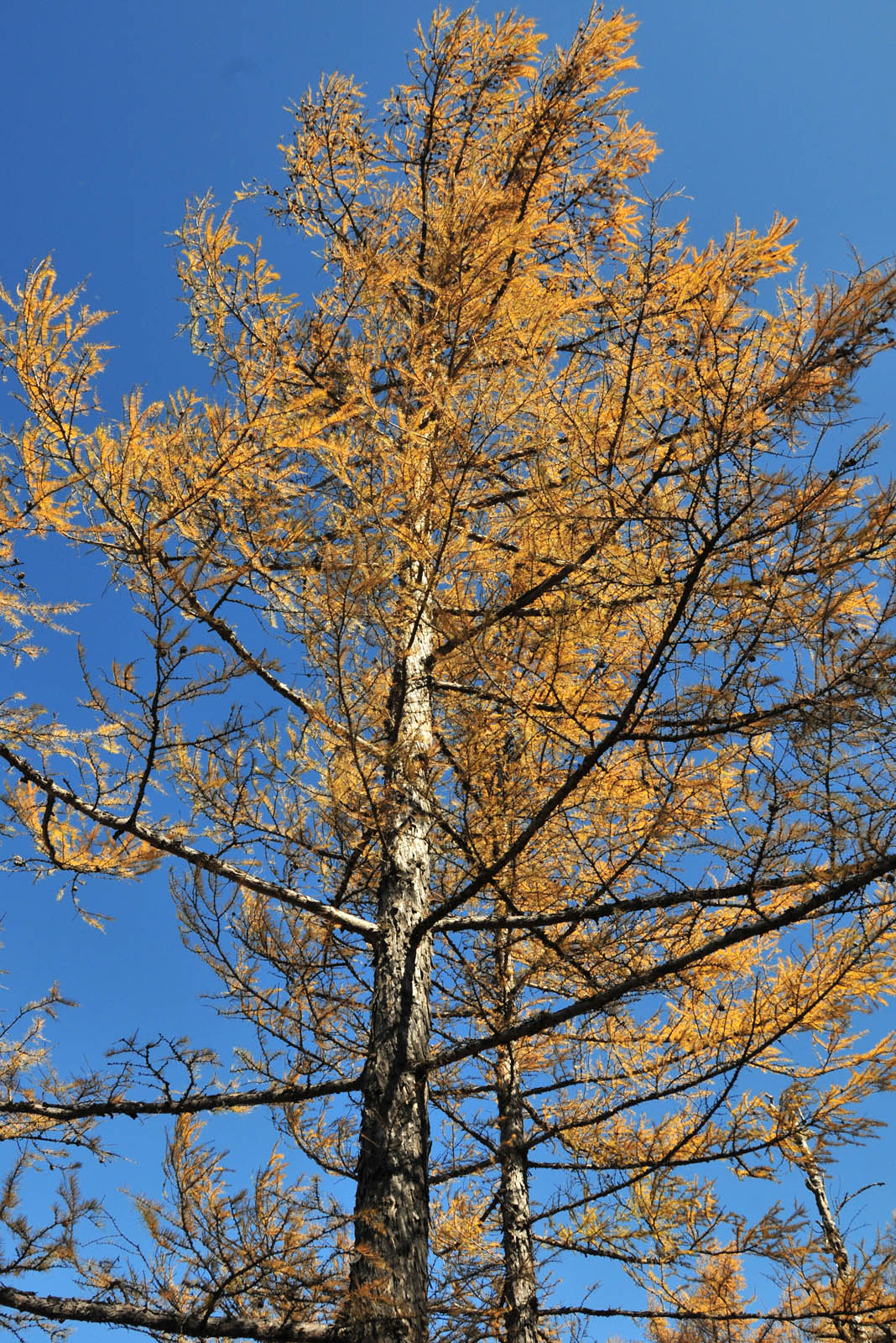
Larix gmelinii Aershan 1

## Climat
La période de croissance de la végétation est d'environ 100 jours par an. L'hiver dure de fin septembre-début octobre à début juin avec des températures minimales de −35 °C...−45 °C. La vitesse du vent en hiver dépasse 50 mètres par seconde.
Le jour polaire dure de la fin du mois de juin au début du mois d'août, la température moyenne atteint alors en juillet +12 °C et souvent +30 °C.
La profondeur du dégel du pergélisol en été atteint 0,3-2 mètres. L'épaisseur du pergélisol est d'environ 200 mètres,.

## Biodiversité
Parmi les arbres poussent les variétés de Mélèze de Dahurie (Larix gmelinii). On trouve aussi 306 espèces de plantes, 90 espèces d'oiseaux et 20 espèces de mammifères. La composition des espèces indique que cette forêt et la forêt de Loukinski se trouvent dans la taïga et non dans la toundra. 
Les arbres ont des hauteurs de 5-7 mètres et sont disséminés. 

## Valeur
La forêt Ary-Mas est une réserve protégée d'une surface de 156,11 km2. Elle fait partie de la Réserve naturelle Taïmyrski et est protégée depuis 1979.

## Cartes topographiques
- S-47-XXXV,XXXVI [3]